# مطبعة مصطفى البابي الحلبي
مطبعة مصطفى البابي الحلبي هي مطبعة تقع في مصر ويعود تاريخها إلى منتصف القرن التاسع عشر الميلادي. يقع مقرُّ المطبعة الأصلي قربَ الجامع الأزهر.

مصطفى البابي الحلبي

أنشأ المطبعة أحمد الحلبي الذي هاجر من سورية إلى مصر وأسس فيها سنة 1859م «المطبعة الميمنية»، التي أصبحت فيما بعد مطبعة البابي الحلبي. وكان أحمد الحلبي لا ينجب؛ لذا أرسل إلى مدينته الباب بحلب مستدعيًا أبناء إخوته الذكور ليشاركوه العمل.
انقسمت المطبعة بعد ذلك بين آل الحلبي، فأسس عيسى البابي الحلبي مطبعة ودار نشر تحت اسم «دار إحياء الكتب العربية»، وأسس مصطفى شركة له ولأولاده تحت اسم «شركة مكتبة ومطبعة مصطفى البابي الحلبي وأولاده».
قال خليل صابات: «بعد وفاة أحمد البابي الحلبي في سنة 1898 خلفه مصطفى البابي الحلبي. وظلت مطبعة الحلبي محتفظة باسمها القديم ألا وهو (المطبعة الميمنية) حتى سنة 1919 حين انفصل ورثة المؤسس وحلوا الشركة التي كانت لهم باسم (شركة دار الكتب العربية الكبرى لأصحابها مصطفى البابي الحلبي وأخويه). وفي تلك السنة أسس مصطفى شركة جديدة له ولأبنائه باسم (شركة مكتبة ومطبعة مصطفى البابي الحلبي وأولاده) ومقرها شارع الشيخ محمد عبده رقم 12 (التبليطة سابقاً)»
كانت المطبعة سبَّاقة إلى نشر أمهات الكتب العربية مثل: تفسير القرآن الكريم للطبري، وإحياء علوم الدين للغزالي، والملل والنحل للشهرستاني.